# Kashtiliash IV
Kashtiliash IV est un roi de Babylone appartenant à la dynastie kassite, qui règne de 1232 à 1225/1220 av. J.-C..

## Biographie
Il est en conflit avec le roi assyrien Tukulti-Ninurta Ier, qui finit par envahir son pays à la suite de diverses attaques (violant ainsi un traité antérieur entre leurs ancêtres Adad-nerari Ier et Kadashman-Turgu).
Tudhaliya IV, roi des Hittites, lui-même ébranlé par la défaite face aux Assyriens à la bataille de Nihiriya, désigne le roi babylonien comme son égal, dans son traité avec son vassal, Shaushgamuwa d'Amurru, faisant allusion à l'existence possible d'une alliance ou à au moins une entente tacite entre eux.
En outre, Kashtiliash IV a vraisemblablement accordé des terres et l'asile à un Hourrite, un fugitif du Mittani, royaume vassal de l'Assyrie, commémoré sur la Tablette d'Akaptaha. Il a également reconfirmé un important don de terre sur un kudurru fourni à Uzub-Shihu ou Shipak par le roi babylonien Kurigalzu II en reconnaissance de son service dans une guerre antérieure contre l'Assyrie.
Les relations entre l'Élam et Kashtiliash IV semblent ne pas être conflictuelles du moins sous son règne (plusieurs mariages royaux et princiers ont eu lieu entre les deux royaume).
Kashtiliash IV finit par être vaincu par les Assyriens et est emmené prisonnier (et enchaîné) vers l'Assyrie tandis que Babylone est pillée. La statue de Marduk est emportée en Assyrie. Une lettre de Dūr-Katlimmu évoquant l'arrivée du roi Tukulti-Ninurta avec sa suite évoque la présence parmi eux d'un roi kassite, probablement Kashtiliash, et de son épouse.

## Famille

### Mariage et enfants
De son mariage avec une femme inconnue (peut-être la fille du roi d'Assyrie Salmanazar Ier selon certaines sources), il eut :
- Adad-shuma-usur

Il eut également de nombreuses autres épouses